# 825 Tanina
825 Tanina
825 Tanina là một tiểu hành tinh ở vành đai chính, thuộc nhóm tiểu hành tinh Flora. Nó được xếp loại tiểu hành tinh kiểu S, có bề mặt sáng. Đường kính của nó khoảng 11 km và suất phản chiếu ánh sáng là 0.262 . Thời gian quay vòng của nó là 6.746 giờ.
Tiểu hành tinh này do G. N. Neujmin phát hiện ngày 27.3.1916 ở Simeiz (Krym, Ukraina), và được đặt theo tên Tanina, một công chúa Bạch Nga mà gia đình bị tàn sát trong cuộc Cách mạng 1918.